# Фёдоров, Константин Николаевич (океанолог)
Константин Николаевич Фёдоров (17 декабря 1927, Ленинград, СССР — 21 сентября 1988, Москва, СССР) — советский учёный-океанолог, доктор физико-математических наук (1973), профессор (1982), член-корреспондент АН СССР (1987).

## Биография
Родился Константин Николаевич Фёдоров в семье служащих Ленинграда. Будучи эвакуированным в годы блокады в Кировскую область, 7-й и 8-й классы средней школы окончил в ленинградском интернате села Боровица, после чего два года — с 1943 по 1945 годы — отучился в Казанском авиационном техникуме. По окончании Великой Отечественной войны в июне 1945 года вернулся в Ленинград, где через два года окончил Арктическое училище с дипломом техника-метеоролога, а позднее (1952) — Ленинградское высшее инженерное морское училище имени адмирала С. О. Макарова как инженер-океанолог.
С октября 1952 по февраль 1953 годы Константин Николаевич проходил шестимесячную стажировку на Северном флоте в звании мичмана одной из воинских частей Архангельска, после чего поступил в аспирантуру Института океанологии АН СССР. Под руководством выдающегося океанолога профессора Владимира Борисовича Штокмана в 1955 году защитил кандидатскую диссертацию по теме «Вопросы практического приложения результатов современной теории морских течений», за которую был удостоен премии Президиума АН СССР, и в 1956 году был зачислен младшим научным сотрудником в Институт океанологии Академии наук СССР.
Константин Николаевич участвовал во многих морских экспедициях Института: в 1956 году — в черноморской методологической экспедиции Лаборатории динамики моря, в 1957 году — в 25-м рейсе НИС «Витязь» в Тихий океан по программе Международного Геофизического года, в 1959 году возглавил научно-исследовательскую экспедицию в Средиземное море на борту судна «Академик Сергей Вавилов».
В 1958 году как выдающийся молодой учёный Фёдоров получил грант от Организации Объединённых Наций по вопросам образования, науки и культуры (ЮНЕСКО) для стажировки в Ливерпульском университете и Королевском колледже Лондона (1958—1959).
В 1961 году Константин Николаевич был приглашён на должность заместителя первого секретаря Межправительственной океанографической комиссии при ЮНЕСКО, а два года спустя был выдвинут на должность её секретаря. Под его руководством была организована серия исследований различных регионов Мирового океана: Международная Индоокеанская экспедиция (1959—1965), Международные исследования Атлантики (1963—1964), изучения Куросио и прилегающих районов (1967—1976); также активно участвовал в организации 2-го Международного океанографического конгресса в Москве (1966).
По окончании в 1969 году своей деятельности в международных организациях Фёдоров продолжил работу на прежнем месте — в Институте океанологии АН СССР, где провёл ряд новых исследований. В 1970 году принял участие в советском океанологическом эксперименте «Полигон-70», проводившемся в Атлантическом океане.
Скончался в Москве в 1988 году в возрасте 60 лет. Был похоронен на Кунцевском кладбище.

## Семья
- Отец Николай Николаевич (1886—1955), мать Александра Константиновна (в девичестве Грот, 1890—1963).
- Первый брак: жена Любовь Сергеевна, сыновья Сергей (род. 1952) и Евгений (род. 1957), дочь Елена Константиновна(род. 1960).
- Второй брак: жена Анна Ивановна (род. 1941), сын Антон (род. 1981), пасынок Михаил (род. 1966).